# Їжачка
Їжачка (Echinaria) — рід євразійських і північноафриканських рослин родини злакових. Єдиний відомий вид — це Echinaria capitata, родом із Середземноморського регіону, а також Південно-Західної та Центральної Азії (від Португалії та Марокко до Казахстану).